# Taenioides cirratus
Taenioides cirratus е вид лъчеперка от семейство Попчеви (Gobiidae).

## Разпространение
Видът е разпространен в Австралия (Куинсланд и Северна територия), Бангладеш, Индия, Индонезия, Китай (Хайнан), Мадагаскар, Нова Каледония, Оман, Пакистан, Папуа Нова Гвинея, Тайланд, Танзания, Филипини, Южна Корея и Япония.